# Gram (Tschechow)
Gram, auch Kummer, Der Kummer und Die Erzählung des Kutschers (russisch Тоска, Toska), ist eine Erzählung des russischen Schriftstellers Anton Tschechow, die am 27. Januar 1886 in der Peterburgskaja gaseta erschien.
Als Tolstoi 1903 das erzählerische Werk Anton Tschechows – bestehend aus knapp 500 Titeln – durchsah, hob er daraus fünfzehn Texte mit dem Prädikat „höchste Qualität“ hervor. Einer der herausragenden Titel war Gram.
J. Treumanns Übertragung ins Deutsche wurde 1890 bei Karl Reißner in Leipzig unter dem Titel Kummer publiziert.
Andere Übersetzungen: 1896 ins Slowakische (Rozžialenost) und Ungarische (Kinek mondja el bánatát – Wem klage ich meinen Schmerz?), 1900 ins Serbokroatische (Tuga), 1901 ins Finnische (Aivan epätoivoiseksi) und ins Französische (Angoisse) sowie 1904 ins Bulgarische (Потаена скръб). Zudem liegen Übersetzungen ins Spanische (La Tristeza) und ins Norwegische (Melankoli) vor.

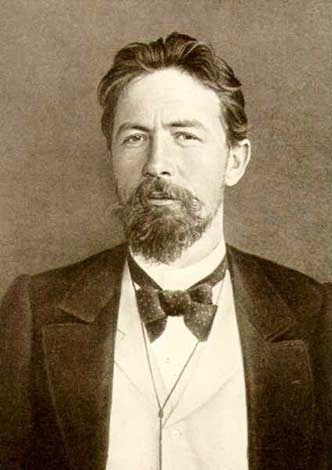
Anton Tschechow

## Handlung
Dem verwitweten Kutscher Jona Potapow ist nur noch die Tochter Anissja geblieben, nachdem der Sohn Kusma Jonytsch vor einer knappen Woche im Krankenhaus gestorben ist. Der trauernde Jona will unbedingt mit jemandem darüber sprechen. Keiner von Jonas Fahrgästen will jedoch Genaueres darüber hören; nicht der Offizier, den Jona nach der Wyborger Seite kutschiert und nicht die drei jungen Männer, die er zur Polizei-Brücke befördert. Einer dieser jungen Kerle versetzt dem Kutscher während der Fahrt sogar einen Schlag in den Nacken, als dieser den Todesfall zur Sprache bringt und es den Fahrgästen zu langsam vorwärtsgeht. 
Jona, der heute nicht einmal den Hafer für seine Stute verdient hat, macht sich auf den anderthalbstündigen Heimweg. Zu Hause im Dorf wacht beim Betreten der Kutscherstube ein junger Kutscher auf. Jona erzählt von seinem Gram. Der Junge schläft darüber ein.
Jona geht in den Stall und versorgt sein Pferd. Der Kutscher „kommt ins Reden und erzählt ihm alles“.

## Verfilmungen
- 1970 Mosfilm, Karussell[9], Episodenfilm von Michail Schweitzer[10] mit Iwan Lapikow[11] als Jona Potapow.[12]
- 2004, HFF im Auftrag des ZDFtheaterkanals: Gram, Kurzfilm (17 min) von Daniel Lang mit Victor Choulman, Conrad Waligura, Markus Kaatsch und Carmen-Maja Antoni[13]. Ausgestrahlt im Juli 2004 von 3sat. Auszeichnung: Erster Preis auf dem Europäischen Kurzfilm-Festival in Karlsruhe.[14]

## Deutschsprachige Ausgaben
- Gram, S. 43–49 in Anton Tschechow: Das Glück und andere Erzählungen. Aus dem Russischen übertragen von Alexander Eliasberg. 187 Seiten. Wilhelm Goldmann Verlag, München 1962, Goldmanns gelbe Taschenbücher, Bd. 868
- Anton Čechov: Kaschtanka und andere Kindergeschichten. Ausgewählt und übersetzt von Peter Urban (Hrsg.). Mit Zeichnungen von Tatjana Hauptmann. 156 Seiten. Diogenes, Zürich 2004. ISBN 978-3-257-01107-4 (enthält noch: Kinder. Merkwürdiger Fall. Der Bläss. Grischa. Der Flüchtling. Kummer. Knaben. Etwas mit Pferd. Austern. Der böse Bube. Die Köchin heiratet. Wanjka. Der Dicke und der Dünne)[15]

### Verwendete Ausgabe
- Gram, S. 33–39 in Gerhard Dick (Hrsg.) und Wolf Düwel (Hrsg.): Anton Tschechow: Das schwedische Zündholz. Kurzgeschichten und frühe Erzählungen. Deutsch von Wolf Düwel. 668 Seiten. Rütten & Loening, Berlin 1965 (1. Aufl.)